# Franziska Benz
Franziska Benz (* 6. Dezember 1988 in Würzburg) ist eine deutsche Schauspielerin.

## Leben
Franziska Benz absolvierte von 2010 bis 2014 ihr Studium für Schauspiel an der Akademie für Darstellende Kunst Baden-Württemberg. 2013 bekam sie mit dem Ensemble von Desirevolution den „Günther-Rühle-Preis für junge Schauspieler“, sie selbst spielte die Rolle des Lonyl. Nach dem Studium spielte sie 2014 am Schauspiel Stuttgart, wo sie in Hirnbonbon in der Regie von Christiane Pohle zu sehen war. Weitere Gastengagements führten sie ans Nationaltheater Mannheim in Tracing Tales vom Theaterkollektiv machina ex, ans Schauspielhaus Graz und an das Theater Rampe in Stuttgart. Von Februar 2016 bis September 2019 spielte Franziska Benz in der RTL-Seifenoper Alles was zählt die Rolle der Michelle Bauer. 2018 ließ sie sich für die Septemberausgabe des Playboys ablichten, auf der sie auch als Covergirl erschien.
Franziska Benz lebt in Köln. Sie ist Mitglied im Bundesverband Schauspiel.

## Filmografie
- 2012: Lena Fauch (Fernsehreihe, Folge Lena Fauch und die Tochter des Amokläufers)
- 2013: Helden des Alltags (Fernsehfilm)
- 2015: The Last Show (Kurzfilm)
- 2015: Die Füchsin (Fernsehserie, Folge Dunkle Fährte)
- 2016: Update (Kurzfilm)
- 2016–2019: Alles was zählt (Fernsehserie)
- 2020: In aller Freundschaft – Die jungen Ärzte (Fernsehserie, Folge Trennung)
- 2021: Alarm für Cobra 11 – Die Autobahnpolizei (Fernsehserie, Folge Abflug)
- 2022: SOKO Köln (Fernsehserie, Folge Auszeit)
- 2023: Ein starkes Team – Jemma (Fernsehserie)
- 2024: Wilsberg: Datenleck (Fernsehreihe)